# Hijo de hombre
Hijo de hombre, que va tenir com a títols alternatius La sed i Choferes del Chaco és una pel·lícula en blanc i negre, coproducció de l'Argentina i d'Espanya (les productores Argentina Sono Film i Suevia Films, dirigida per Lucas Demare sobre el guió d'Augusto Roa Bastos que es va estrenar el 27 d'abril de 1961 i que va tenir com a protagonistes a Francisco Rabal, Olga Zubarry i Carlos Estrada.

## Sinopsi
Durant la Guerra del Chaco una caravana d'aiguaters socorrerà una guarnició assedegada.

## Repartiment
- Francisco Rabal
- Olga Zubarry …Saluí
- Carlos Estrada
- Jacinto Herrera
- Carlos Gómez
- Dorita Ferrer
- Rodolfo Onetto
- Vicente Ariño
- Alberto Rinaldi
- Rogelio Romano
- Manuel Rosón
- Adolfo García Grau
- Alberto Lares
- Jorge Villalba
- Diego Marcote
- José María Salop
- Lucas Demare
- Susy Castell
- Carlos Dorrego
- Dorita Ferreyro
- Héctor Fuentes
- Zulma Grey
- Ana Grua
- Ricardo Jordán
- Claudio Lucero
- Daniel Montalbán
- Gladys Muiño
- Elena Pages
- José María Salort
- Sergio Vandes

## Producció
Tota la pel·lícula va ser rodada a Río Hondo, a la província de Santiago del Estero, a una zona del nord de l'Argentina on hi havia un balneari on els actors es reposaven de la duresa del rodatge, que transcorria amb molta calor.

## Comentaris
Jorge Miguel Couselo va dir a Correo de la Tarde:
| « | ”El dramatisme esquemàtic …valora a la pel·lícula com a document i la insufla d'humanitat gairebé tràgica rescatant la solidaritat com a suprema facultat d'homes i dones que lluiten en l'infern d'una guerra inútil…sorprèn en les seves troballes tècniques (el bombardeig) …des de Los isleros no filmava una pel·lícula tan important.” | » |

Per part seva Manrupe i Portela escriuen:
| « | ”Un últim Demare rescatable, reprenent fugaçment els seus temes favorits. Una pel·lícula vigorosa, ben actuada i acceptable en el tècnic.” | » |

## Premis
Al 9è Festival Internacional de Cinema de Sant Sebastià, que es va desenvolupar del 8 al 17 de juny de 1961, va rebre el Premi Perla del Cantàbric a la Millor Pel·lícula de Parla Hispana, mentre que Olga Zubarry va ser guardonada amb el Premi a la Millor Actriu de parla castellana.